# Olënka
L'Олёнка (in russo Олёнка?) o Srednjaja Олёнка (Средняя Олёнка), in lingua selcupa: А̄дейкы, "fiume dei cervi", è un fiume della Russia siberiana occidentale, affluente di sinistra del Ket'. Scorre nel Verchneketskij rajon dell'oblast' di Tomsk e nell'Enisejskij rajon del Territorio di Krasnojarsk.
Il fiume ha origine dalla palude Lotar, nel sud-est della pianura del Ket' e del Tym (pianura Ketsko-Tymskaja, Кетско-Тымска равнина) e scorre in direzione orientale. Dopo aver ricevuto da destra la Verchnjaja Олёнка (lunga 44 km) gira verso nord e dopo una ventina di chilometri riceve da sinistra la Nižnjaja Олёнка (32 km). Sfocia nel medio corso del Ket' a 812 km dalla foce. Il fiume ha una lunghezza di 115 km e il suo bacino è di 1 500 km².